# Фурланска Словенија
Фурланска Словенија, позната и као Млетачка Словенија (словен. Beneška Slovenija) или Фурланска Славија (итал. Slavia friulana), мала је планинска област у сјевероисточној Италији која је име добила по мјесном словенском становништву које се на те просторе доселило у 8. вијеку. Територија се налази у италијанској покрајини Фурланији  — Јулијској крајини, између града Чивидале дел Фријули (није уврштен) и словеначке границе.

## Територија
Област обухвата фурланску територију на којој живи словенско становништво, односно општине Барод (Лузевера), Типана (Таипана), Таворјана (Тореано), Резија (Резја), као и планинска подручја општина Чента (Тарченто), Неме (Нимис), Ахтен (Атимис), Фојда (Фаедес), Прапотно (Препото) и Горјани (Монтенарс). Упркос томе, посљедњих деценија у Млетачку Словенија уврштене су и Надишке долине које су у средњем вијеку биле познате и као Антро, затим Скијавонија током млетачке превласти: подручја обухвата општине Шпиетар (Сан Пјетро ал Натизоне), Подутана (Сан Леонардо), Подбонесец (Пулферо), Дрека (Дренкија), Гармак (Гримако), Средње (Стрења) и Сауодња (Савоња).

## Назив
Од почетка 8. вијека (око 720. године) на ове просторе се досељавају Словени и у средњем вијеку су били познати као Склавони (Sclavons). Почетком 16. вијека, млетачка власти су ову пограничну област звали Скијавонија Венета (Schiavonia Veneta), што значи „Млетачка словенска земља”. Млетачка ријечи Скијавони (Schiavoni) и Скијавонија (Schiavonia) били су општи изрази који су означавали све јужнословенске народе са којима су долазили у непосредан додир, Словенце као и Хрвате и Србе из Далмације. Одговарајући латински израз, Склавонија (Sclavonia), послужио је као основа за назив Славоније, регије у Хрватској. Мјесни историчар Карло Подрека је подручје 1884. именовао као Италијанска Славија (Slavia Italiana).
На словеначком, традиционално се користи термин Beneška Slovenija, што је дослован превод млетачког термина . У словеначком језику до раног 19. вијека није постојала разлика између термина „Словен” и „Словенац”. Међутим, од периода романтичарског национализма па надаље, термин Словениј, који се спораднично користио за означавање земаља насељених Словенцима/Словенима, добија ново значење, означавајући идеју савремене Словеније. Стари термин Beneška Slovenija тако добија ново значење, јер сада значи „Млетачка Словенија”. Као неутралнији колоквијални термин, у употребу је ушао назив Benečija, који на словеначком има исто значење као и Венето.
Послије Првог свјетског рата, чим је Краљевина Италија проширила своје границе на исток (укључују подручја насељена Словенима у Истри и Словеначким земљама), регија је почела да се обично именује као Slavia Friulana, умјесто опширнијег термина Slavia Italiana.